# Gabriel de Guilleragues
Gabriel Joseph de Lavergne, comte de Guilleragues, né le 18 novembre 1628 à Bordeaux et mort le 15 mars 1685 à Constantinople, est un journaliste, diplomate et écrivain français.

## Biographie
Guilleragues était premier président de la cour des aides de Bordeaux, lorsqu’il s’attacha au prince de Conti. Après avoir successivement rempli les fonctions de secrétaire des commandements de ce prince dès 1654, puis celles de secrétaire de la chambre et du cabinet du roi, il fut nommé, en 1677, ambassadeur à la cour ottomane. Cette charge lui fut donnée, pour refaire sa fortune qui avait décliné, à la prière de Françoise de Maintenon, qu’il avait connue du vivant de Scarron et dont il fut toujours l’admirateur passionné.
Guilleragues ne se rendit à son poste qu’en 1679. Dès son arrivée à Constantinople, les relations diplomatiques avec la Porte prirent un tour très aigre. Guilleragues avait reçu des instructions lui prescrivant d’exiger, avant de prendre audience, qu’on lui préparât un sofa pour s’asseoir en face du vizir, suivant l’ancien cérémonial que le nouveau vizir Kara Mustafa avait refusé de suivre pour son prédécesseur, le marquis de Nointel qui avait accepté de s’asseoir sur un tabouret au bas de l’estrade où était le vizir. Le roi en avait été si irrité qu’il avait ordonné le rappel de Nointel, disant à Guilleragues qu’il espérait être plus content de lui que de son prédécesseur.
Dès son arrivée, Guilleragues manifesta donc l’intention de se soustraire au cérémonial avilissant que les fonctionnaires de la Porte avaient imposé aux représentants des puissances chrétiennes. Très ennemi des chrétiens, Kara Mustafa n’était pas homme à céder et il résista aux prétentions renouvelées par Guilleragues qui resta plusieurs années sans obtenir ses premières audiences. Une autre circonstance donna lieu à de nouvelles complications. En 1681, Duquesne avait poursuivi des pirates tripolitains jusque dans le port de Chios, et lancé contre leurs vaisseaux 4 000 boulets dont une partie atteignit la ville. Cette canonnade et les menaces au capitan pacha irritèrent le vizir autant qu’elles l’effrayèrent. Il accorda à Guilleragues une entrevue particulière, où il ne pouvait être question de sofa et de prééminence, ce qui était tourner la difficulté sans la résoudre, et où il fut reçu avec colère, menacé des Sept Tours. Mais Guilleragues se contenta de rejeter la responsabilité sur les Tripolitains. Il eût été facile de venger cet affront. Duquesne ne demandait que dix vaisseaux de ligne pour forcer les Dardanelles pour en faire rendre raison à Kara Mustafa. Seignelay, qui entrait pleinement dans les vues du bouillant Normand, préparait une démonstration navale lorsque les Français de Constantinople persuadèrent Guilleragues d’apaiser le vizir qui demandait 73 000 écus à titre d’indemnité. Ayant refusé de payer cette somme, Guilleragues avait été retenu trois jours dans une chambre du palais du vizir. Comme la valeur n’en avait pas été fixée, elle fut l’objet de vives discussions. Après plusieurs débats, il fut convenu que Guilleragues donnerait pour 12 000 écus de pierreries et d’objets d’ameublement.
La fermeté dont Guilleragues fit preuve dans ces diverses affaires plut fort au sultan, qui voulut avoir son portrait. Dans la suite, il le traita avec beaucoup de faveur, parce qu’il avait besoin de l’appui de la France, et il lui fit enfin accorder les honneurs du sofa dans une grande audience tenue à Andrinople, le 28 octobre 1684. Lorsque Kara Mustafa paya de sa tête la levée du siège de Vienne, son successeur, qui craignait que la France n’accèdât à la ligue presque générale que les puissances chrétiennes firent alors contre la Porte, crut en effet qu’il était plus prudent d’accéder aux demandes de Louis XIV. Guilleragues obtint en outre plusieurs firmans, dont les principaux étaient ceux accordant à la France la protection des lieux saints, et qui défendit aux corsaires barbaresques d’attaquer les vaisseaux français sous les canons des ports ottomans. Par sa tenue fière, sans outrecuidance, et sa patience qui ne se lassa pas, Guilleragues parvint à rétablir les bons rapports entre les deux pays et les deux cours. Cependant, à peine avait-il remporté cette victoire d’amour-propre diplomatique que Guilleragues mourut, à son retour à Constantinople, d’apoplexie.

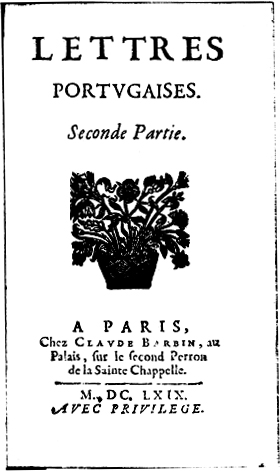
Page de garde de la deuxième partie des Lettres portugaises

On a publié sur cette ambassade : Relation de l’ambassade donné sur le Sopha, dans Curiosités historiques, Amsterdam, 1759, 2 vol. in-12, 1. 1, p. 55-87 ; Ambassades du comte de Guilleragues et de M. de Girardin auprès du Grand-Seigneur ; Paris, 1687, in-12.
Guilleragues avait l’intention d’établir à Galata, dans la maison des jésuites, une école où les futurs missionnaires étudieraient le grec, le slavon, l’arabe, le turc, le persan et l’arménien, et où l’on enseignerait les sciences naturelles à de jeunes Turcs, mais ces projets sombrèrent avec la mort de celui qui les avait conçus.
Guilleragues collabora de 1674 à 1678 à la Gazette. Il y publia l’éloge de Turenne et on le regarde comme l’un des auteurs du sonnet contre le duc de Nevers.
En 1669, Guilleragues publia les célèbres Lettres portugaises en les présentant comme la traduction de cinq lettres d’une religieuse portugaise à un officier français entrées en sa possession et dont l’original « portugais » s’était prétendument perdu. Leur description sincère et saisissante de la passion amoureuse et le fait qu’on les supposait authentiques, créèrent, dès leur parution en 1669, une sensation dans le monde littéraire. Un nom d’officier circula vite dans les milieux mondains, celui du chevalier de Chamilly, qui s’était rendu au Portugal pour des raisons de service. Le nom  de la nonne ne fut connu qu’au début du XIXe siècle : Mariana Alcoforado (1640-1723) qui vécut dans le sud du Portugal, au monastère de Beja où on montrait même la fenêtre où elle se serait entretenue avec l’officier français. En effet, malgré les importants efforts de Luciano Cordeiro, Manuel Ribeiro, Belard da Fonseca et Alfredo Saramago du côté « marianiste » ou de Frederick Charles Green (de) et Frédéric Deloffre du côté « guilleraguien », la question n'est toujours pas tranchée, car une grande partie des preuves présentées des deux côtés sont simplement circonstancielles,,.
Son esprit, sa politesse exquise et la délicatesse de son goût le faisaient rechercher de la cour et des meilleures sociétés. Boileau lui dédia sa cinquième épître, qui commence par ces vers :
Esprit né pour la cour, et maître en l’art de plaire,
Guilleragues, qui sais et parler et te taire,
Apprends-moi si je dois ou me taire, ou parler
Saint-Simon le donne également pour un homme d’esprit, mais le représente comme un Gascon gourmand et dissipateur, qui vivait en parasite. On rapporte de Guilleragues plusieurs bons mots. Ainsi, Marie de Sévigné relate dans sa lettre du 5 janvier 1674 à sa fille, que « Guilleragues disait hier que Pellisson abusait de la permission qu’ont les hommes d’être laids. Lorsque le roi lui dit qu’il espérait être plus content de lui que de son prédécesseur à son départ pour Constantinople, « Sire, répliqua Guilleragues, j’essaierai de faire en sorte que vous ne fassiez pas le même souhait à mon successeur. » »

## Œuvres
- Lettres portugaises, Paris, Claude Barbin, 1669
- Valantins, questions d'amour, & autres Pièces Galantes. Paris, Barbin, 1669. [Attribué à Guilleragues par A. Viala, in Les Dossiers du Grihl,, 13 I 2019, "Corpus galant jusqu'à la Révolution française"]
- Histoire d'Ali, prince de Tunis (nouvelle), Bordeaux, éditions Taffard, 1982 (BNF 37238571)